# Honda S600
El Honda S600 es un automóvil fabricado por Honda. Fue lanzado en marzo de 1964. Disponible como un roadster (teniendo gran parecido con el Honda S500) y como fastback cupé (se presentó en marzo de 1965) el S600 fue el primer Honda disponible en dos niveles de equipamiento. Durante su campaña de producción hasta 1966, el estilo del modelo se mantendrá más o menos igual, con los cambios más notables que vienen a la parrilla delantera, paragolpes y faros.
Alimentado por un motor DOHC 4 cilindros en posición longitudinal, refrigerado por agua con cuatro carburadores, la cilindrada del motor se aumentó a 606 cc respecto a su sucesor de 531 cc. El motor producía una potencia de 57 hp (43 kW) a 8 500 rpm y tenía una velocidad máxima de 90 mph (140 km/h). Con el convertible con un peso de 1 576 lb (715 kg), el peso extra de chapa del cupé solo añade 33 lb (15 kg). La suspensión era independiente con cadena de transmisión a cada rueda trasera.
El S600 es el primer coche de Honda comercializado en masa. En primer lugar se ofreció solo con volante a la derecha, pronto se comercializó la unidad con volante a la izquierda para atraer a los mercados de exportación. Había muy pocos S500 de preproducción fabricados con el volante a la izquierda, dos o tres, incluso mostrándose en algunos folletos de ventas previos.
Tanto el roadster como el cupé, estaban disponibles en el ajuste estándar y con paquete especial llamado el SM600 mejorado que incluía, entre otros elementos, los colores de pintura especial, emblema exclusivo, una radio y un altavoz, una antena especial en el parasol del lado del pasajero, luces de marcha atrás, un encendedor, un calentador, asientos acolchados mejor, y una pista de asiento extraíble para la eliminación rápida del asiento del pasajero.
Honda construyó 3 912 roadsters en 1964, 7 261 descapotables y 1 519 cupés en 1965. La producción cesó en 1966 con solo 111 roadsters y 281 cupés (ya que estaban preparando el cambio al S800), dando recuentos de 11 284 descapotables y cupés de 1800 en un período de 3 años.
|                                                            |
| Honda S600 (por detrás) en el Museo Petersen del Automóvil |

|                      |
| Honda SM600 fastback |